# Јовица Пуповац
Јован Јовица Пуповац (Зеленград, код Обровца, 16. јануар 1961 — Београд, 15. јануар 2022) био је српски пјевач и композитор. Описиван је као један од најљепших гласова крајишке изворне пјесме. Аутор је незваничне крајишке химне Нема раја без роднога краја, на текст Баје Малог Книнџе.

## Биографија
Рођен је 16. јануара 1961. године у Зеленграду код Обровца, од оца Ђуре и мајке Вукосаве Косе. Одрастао је у родној Медвиђи, скупа са оцем, мајком и сестрама Љиљаном и Смиљом. Након основне школе, завршио је средњу машинску школу, а потом је отишао на одслужење војног рока у Београд, гдје је служио као гардиста. Након војске, запослио се у Београду. Ту се, на наговор брата од стрица, укључио у рад културно-умјетничког друштва у Батајници. Ипак срце га је вукло родном селу. Вратио се у родни крај, тамо се оженио и стекао дјецу.
Године 1986. учествује у оснивању крајишке групе Звуци Тромеђе. Прве пјесме снимио је 1988. године за Југодиск, наступајући у овој крајишкој групи. Након тога прелази у крајишку групу Тромеђа и 1989. године, као први глас ове групе, снима музички албум, опет за београдски Југодиск. Из овог првог периода потичу хитови Нема раја без роднога краја; Ој, Тромеђо; Од Бенковца, па до Београда (Сиктала је као сингерица); Нек се ори, ори и др.
До 1995. године живио је у Републици Српској Крајини, одакле бива протјеран у августу 1995. године, када долази у Србију.
Након рата наставља наступати са Тромеђом, са којом издаје албум 1996. године (репринт албума из 1989), а затим и снима нови албум 1998. године. Прије тога, 1997. године, Јовица Пуповац, Баја Мали Книнџа, Жељко Грујић и Новак Пајчин снимају албум као Браћа са Динаре.
Године 2001. оснива крајишку групу Тромеђа №1, за коју затим снима неколико албума и за коју наступа до своје смрти.
Снимио је неколико дуетских пјесама са комшијом из села Милом Делијом. Такође је снимио и један албум уз вокалну пратњу Драгана Мркобраде.
Јовица Пуповац је био познат по специфичној (чистој) боји гласа и сматрао се (и сматра се) једним од најбољих вокала крајишке изворне пјесме. Представљао је један од најљепших гласова (по некима и најљепши глас) крајишке изворне пјесме. Аутор је незваничне крајишке химне Нема раја без роднога краја.
Такође, на почетку каријере, бавио се и музичком продукцијом.
Преминуо је 15. јануара 2022. године у Београду. Сахрањен је на Новом бежанијском гробљу у Београду. Колеге из групе Тромеђа No1 посветиле су му пјесму Јово.

## Приватни живот
Са супругом Миром имао је ћерке Ђурђу и Јелену.